# Gagea kopetdagensis
Gagea kopetdagensis är en liljeväxtart som beskrevs av Aleksei Ivanovich Vvedensky. Gagea kopetdagensis ingår i Vårlökssläktet och i familjen liljeväxter. Inga underarter finns listade.